# Schizomavella ortmanni
Schizomavella ortmanni är en mossdjursart som först beskrevs av Arnold Girard Kluge 1908, och fick sitt nu gällande namn av  1955?. Schizomavella ortmanni ingår i släktet Schizomavella och familjen Bitectiporidae. Inga underarter finns listade i Catalogue of Life.